# Бражниково (Волоколамский район)
Бражниково — деревня в Волоколамском районе Московской области России. Входит в состав сельского поселения Осташёвское. Население — 31 чел. (2010).

## География
Деревня Бражниково расположена на западе Московской области, в южной части Волоколамского района, на правом берегу реки Рузы (на Рузском водохранилище), рядом с селом Осташёво и примерно в 15 км к югу от города Волоколамска.
В деревне 4 улицы — Благовещенская, Липовая, Осенняя и Тепневская, зарегистрировано садовое товарищество. Связана автобусным сообщением с районным центром. Неподалёку проходит региональная автодорога Р108 Суворово — Руза.

## Население
| 1852 | 1859 | 1926 | 2002 | 2006 | 2010 |
| ---- | ---- | ---- | ---- | ---- | ---- |
| 108  | ↗125 | ↘122 | ↘45  | ↘39  | ↘31  |

## История
Впервые упоминается в духовной грамоте волоцкого князя Бориса в 1477 году как село Щитники. В грамоте 1503 года село называется Сщитники. Позднее нынешняя деревня Бражниково получила название село Благовещенское.
В середине XVII столетия являлось вотчиной думного дьяка Ф. Ф. Лихачёва, с последней трети века до 1729 года село принадлежало его внуку — Петру Ивановичу Прозоровскому.
В 1715 году на месте сгоревшей деревянной церкви был построен каменный Благовещенский храм. В 1720 году село переходит к дочери князя Прозоровского — Анастасии Петровне — статс-даме империи и княгине-игуменье всепьянейшего собора. Она состояла в браке с Иваном Алексеевичем Голицыным. Их сын Фёдор Иванович Голицын унаследовал Бражниково в 1729 году. В 1756 году Фёдор Иванович передал село своему сыну, Николаю Фёдоровичу Голицыну. В 1859 году владельцем села стал Н. П. Шипов.

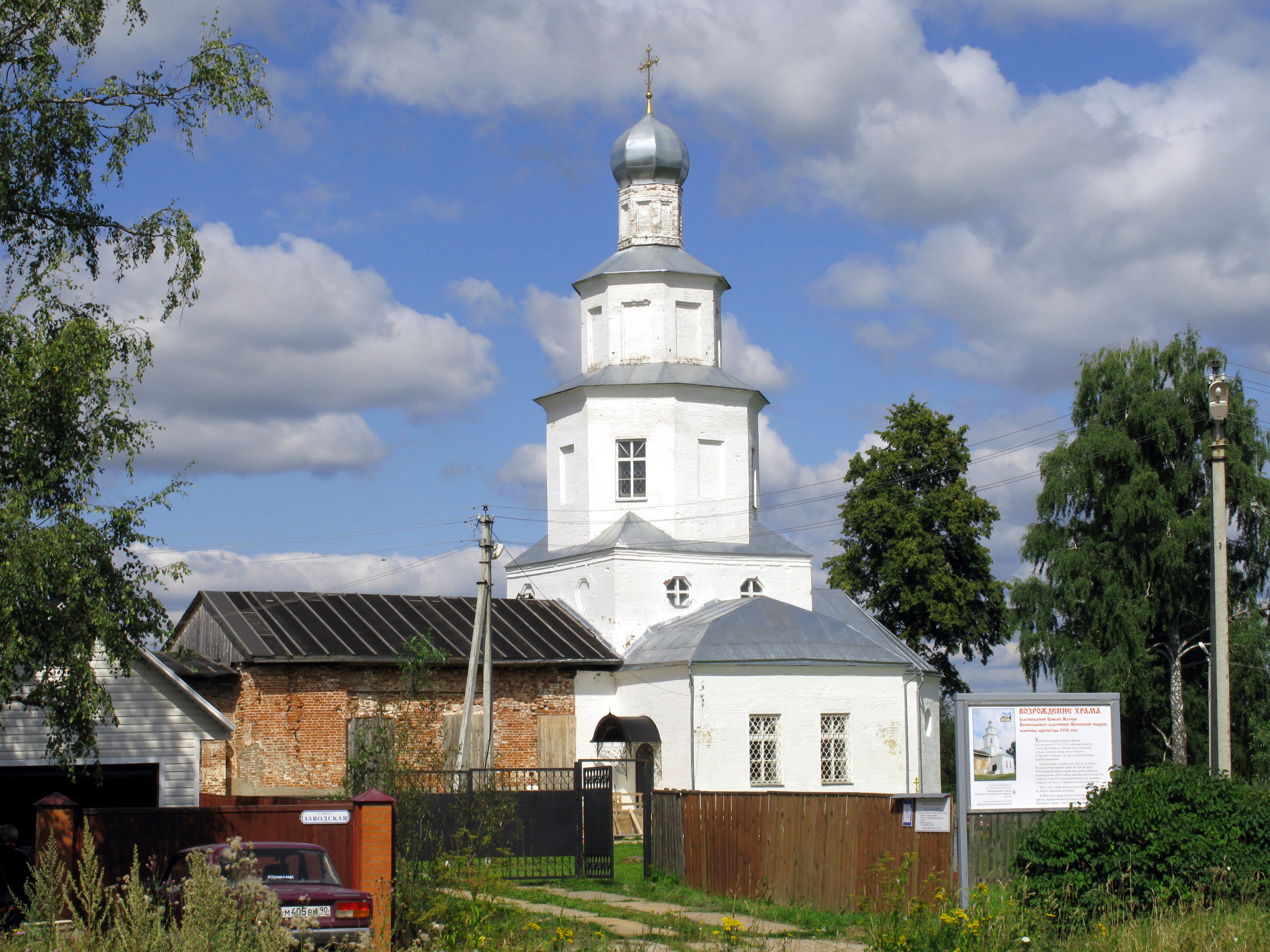
Благовещенский храм

В «Списке населённых мест» 1862 года Благовещенское (Бражниково) — владельческое село 2-го стана Можайского уезда Московской губернии по Волоколамскому тракту из города Можайска, в 40 верстах от уездного города, при реке Рузе, с 11 дворами, православной церковью и 125 жителями (60 мужчин, 65 женщин).
По данным 1890 года входило в состав Осташёвской волости Можайского уезда, число душ мужского пола составляло 38 человек.
В 1913 году — 21 двор.
1917—1929 гг. — село Осташёвской волости Волоколамского уезда.
По материалам Всесоюзной переписи 1926 года — центр Бражниковского сельсовета Осташёвской волости Волоколамского уезда, проживало 122 жителя (57 мужчин, 65 женщин), насчитывалось 21 крестьянское хозяйство.
С 1929 года — населённый пункт в составе Волоколамского района Московского округа Московской области. Постановлением ЦИК и СНК от 23 июля 1930 года округа как административно-территориальные единицы были ликвидированы.
1929—1939 гг. — центр Бражниковского сельсовета Волоколамского района.
1939—1954 гг. — центр Бражниковского сельсовета Осташёвского района.
1954—1957 гг. — деревня Осташёвского сельсовета Осташёвского района.
1957—1963 гг. — деревня Осташёвского сельсовета Волоколамского района.
1963—1965 гг. — деревня Осташёвского сельсовета Волоколамского укрупнённого сельского района.
1965—1994 гг. — деревня Осташёвского сельсовета Волоколамского района.
В 1994 году Московской областной думой было утверждено положение о местном самоуправлении в Московской области, сельские советы как административно-территориальные единицы были преобразованы в сельские округа.
1994—2006 гг. — деревня Осташёвского сельского округа Волоколамского района.
С 2006 года — деревня сельского поселения Осташёвское Волоколамского муниципального района Московской области.

## Достопримечательности
В деревне Бражниково расположена церковь Благовещения Пресвятой Богородицы, построенная в 1713—1715 годах. Храм является действующим и имеет статус памятника архитектуры.